# Alberto Tavarozzi
Nicolás Alberto Tavarozzi ( Santa Fe, Argentina, 6 de junio de 1900 - Buenos Aires, ídem, 23 de agosto de 1976) conocido generalmente como Alberto Tavarozzi, fue un violinista, compositor y director de orquesta dedicado al género del tango.

## Actividad profesional
Comenzó su labor profesional como músico en locales de su ciudad natal, entre ellos el cine Max Glücksmann, donde en 1921 conoció al dúo Gardel-Razzano, que estaba haciendo una gira y consiguió unirse a los mismos para acompañarlos en el resto de las actuaciones que hicieron por las provincias de Córdoba y Buenos Aires, finalizando en la ciudad de Buenos Aires, donde se separaron. Tavarozzi se incorporó entonces a la orquesta de Francisco Canaro, luego pasó a la de Juan Maglio (Pacho) y después a la de Osvaldo Fresedo.
En 1926 formó su propia orquesta, con la que amenizó bailes y actuó en cines como el Real Cine y locales nocturnos como el Chantecler y el Tabarís. También actuó en diversas radioemisoras como Belgrano, El Mundo y Splendid, retornando a Santa Fe en 1938 como violinista de Ernesto Famá.
De su trayectoria posterior se recuerda que su quinteto fue en 1951 uno de los primeros conjuntos en los que cantó Claudio Bergé, haciéndolo con el seudónimo de Juan Manuel que usaba en ese momento.
Compuso unas treinta obras, la primera de ellas en 1927 después del fallecimiento de un hermano y lo tituló, justamente, Te fuiste hermano, al que por pedido de su amigo Carlos Gardel le puso letra Eugenio Cárdenas. Otras obras de Tavarozzi fueron Media noche con letra de Eduardo Escaris Méndez, Esta vida es puro grupo con la de Enrique Carrera Sotelo y Gotas de veneno con versos del poeta uruguayo Juan Carlos Welker. Todas estas obras fueron grabadas por Carlos Gardel. Otro tango que se recuerda de Tavarozzi es Almanaque de ilusión, que lleva letra de Héctor Marcó, del cual hizo una creación el cantor Alberto Reynal con la orquesta de Juan D'Arienzo.
Tavarozzi falleció en Buenos Aires el 23 de agosto de 1976.